# Селец (Рогачёвский район)
Селец (бел. Сялец) — деревня в Старосельском сельсовете Рогачёвского района Гомельской области Беларуси.
На востоке и западе граничит с лесом.

## География

### Расположение
В 21 км на север от районного центра и железнодорожной станции Рогачёв (на линии Могилёв — Жлобин), 142 км от Гомеля.

## Транспортная сеть
Транспортные связи по просёлочной, затем автомобильной дороге Старое Село — Рогачёв. Планировка состоит из 2 прямолинейных, параллельных между собой меридиональных улиц, соединённых в центре дорогой. Застройка двусторонняя, усадебного типа.

## История
По письменным источникам известна с XIX века как селение в Кистенёвской волости Рогачёвского уезда Могилёвской губернии. С 1880 года действовал хлебозапасный магазин. В 1892 году открыта школа, которая размещалась в наёмном крестьянском доме, а в 1924 году для неё построено собственное здание. В 1907 году почтовое отделение. начало принимать телеграммы. В 1909 году 220 десятин земли.
В 1930 году организован колхоз «3-й решающий», работала кузница. Во время Великой Отечественной войны 1 февраля 1943 года в помещении деревенской школы прошла конференция Рогачёвской подпольной партийной организации. Оккупанты 2 ноября 1943 года сожгли деревню и 212 жителей (похоронены в могиле жертв фашизма на южной окраине, в сквере). Освобождена 24 февраля 1944 года. 19 жителей погибли на фронте. Согласно переписи 1959 года в составе подсобного хозяйства районного объединения «Сельхозхимия» (центр — деревня Станьков).

## Население

### Численность
- 2004 год — 17 хозяйств, 31 житель.

### Динамика
- 1897 год — 24 двора, 171 житель (согласно переписи).
- 1909 год — 30 дворов, 235 жителей.
- 1925 год — 53 двора.
- 1940 год — 67 дворов, 296 жителей.
- 1959 год — 165 жителей (согласно переписи).
- 2004 год — 17 хозяйств, 31 житель.

## Известные уроженцы
- Е. Т. Гутенкова — министр социального обеспечения БССР (с 1938 по 1959 год).